# Musica siciliana
La musica siciliana riguarda la tradizione musicale della Sicilia, maggiore isola del mar Mediterraneo. È in stretta correlazione con le vicende storiche e le dominazioni succedutesi nei secoli in Sicilia. Negli ultimi decenni, sono nati anche gruppi e musicisti di musica popolare che interpretano nuove canzoni in lingua siciliana.

## Descrizione

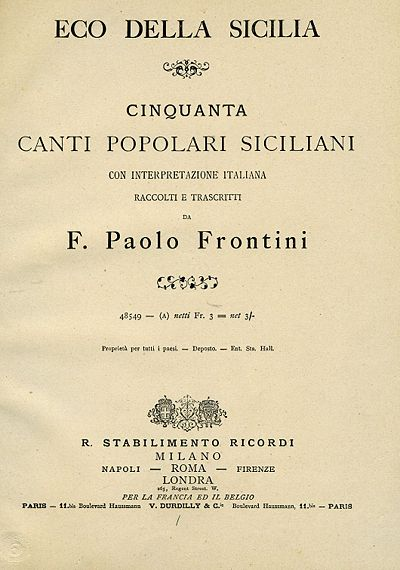
La prima raccolta di canti siciliani, ed. Ricordi 1883

La musica popolare siciliana affonda le proprie radici nelle elegie funebri e negli inni sacri introdotti dai greci e poi dagli arabi e successivamente dalla musica strumentale normanna..
La prima testimonianza musicale in lingua siciliana si deve alla scuola federiciana nel XIII secolo.
Al panorama letterario si connettono precisi riferimenti musicali, su cui ora ci si soffermerà, accennando anche a talune manifestazioni coreutiche. Nell'ambito dell'invenzione compositiva spiccano non poche componenti che sembrano derivare dalla musicalità ellenica.
La melodia siciliana, per esempio, tende a discendere dall'acuto, anzi dall'acutissimo al grave. Inoltre, di zona in zona, si ha un mutamento caratteristico delle scale impiegate, ognuna delle quali assurge a dignità del “motto del paese”, ma che puntualmente si connettono agli antichi modi greci. Ciò vale in parte anche per la tecnica della variazione che è eminentemente melismatica (fioriture di suoni su una sillaba o vocale del testo), ma poiché, spesso, tali ornamenti inglobano intervalli inferiori al semitono ne risulta che essi potrebbero derivare tanto dalle “chroai” del genere enarmonico ellenico come nelle gamme arabe, ricche, appunto, di simili intervallazioni. Le ascendenze “saracene” si fanno inoltre sentire nelle modalità d'intonazione della voce, sempre tese ed aspre. L'orizzonte culturale ellenico riappare nello strumento principale dell'isola, vale a dire nel “mariòlu”, del tutto simile all'antica “lyra”, anche per i poteri terapeutici che si attribuiscono alle sue sonorità. L'arte musicale è altresì presente nelle manifestazioni della fede Per esempio, con canti di giubilo nelle rappresentazioni del presepe “vivente” di Cianciana (Girgenti, Agrigento) e con lamenti, sostenuti da tamburi e strumenti a fiato, nel racconto della Passione di Cristo, quale si svolge ad Agira, in provincia di Enna.
Al complesso di espressioni testé menzionato si lega l'arte interpretativa del cantastorie. Un tempo, essa era patrimonio di due gruppi principali: i cantori ambulanti veri e propri, dediti alle ballate cavalleresche e alle storie profane, e gli “orbi” (i ciechi), specializzati nelle narrazioni e nei canti religiosi e il cui nomadismo, per ovvi motivi, era limitato al circondario dei luoghi di pellegrinaggio o alle province. Oggi i primi sopravvivono ancora, ma dall'inizio del secolo la loro funzione ha conosciuto un progressivo impoverimento: dapprima per l'influsso della musica “di consumo” e per il volgersi a soggetti di cronaca moderna, perlopiù “nera”, fattori che li hanno sradicati dal terreno più profondo della tradizione, e più recentemente, a causa di un processo d'intellettualizzazione tutto esteriore e dominato, non di rado, da sollecitazioni di politica spicciola. Moderna Cantastorie, Sara Cappello, palermitana, una delle rare donne che portano avanti l'arte del cantastorie.
Non meno interessanti le invenzioni coreografiche, contesto nel quale ha particolare rilievo il “Ballo della cordella”, sicuramente erede di una più antica danza della fertilità, come lasciano indurre il tempo dell'esecuzione (feste di maggio) e i fondamenti delle sue figurazioni. Il ballo della cordella, infatti, si svolge intorno ad un palo, dalla cui sommità pendono lunghe cordicelle multicolori: evidente ricordo stilizzato dell'albero ricco di fiori. Codesti nastri devono essere retti all'estremità libera dalla mano destra di ciascun interprete e intrecciati nel corso della danza. Il centro che ha una sorta d'appannaggio di tale ballo è Petralia Sottana, in provincia di Palermo. Fra le restanti forme coreografiche dell'isola si deve ricordare l'antica Siciliana, danza di carattere pastorale, in movimento moderato, tagliata in tempo di 6/8, 12/8 o 6/4, entrata nella sfera della musica colta e le danze funebri, pressoché scomparse, che ebbe molta voga nelle “suites” o nelle “sonate” (si prestò anche per la musica vocale e restò sempre una delle forme predilette dai musicisti, tanto che si trova non solo in opere del secolo scorso, ma anche in composizioni da camera di autori moderni). E anche il Tataratà, una danza armata, e propiziatoria, risalente, secondo diversi studiosi, al periodo di dominazione islamica dell'isola, ancora praticata a Casteltermini.

## Strumenti musicali
Gli strumenti musicali più utilizzati nella musica folclorica siciliana sono lo zufolo o friscaletto, il marranzano, il tamburello. Esistono varianti che presentano l'uso di altri strumenti quali quartara, organetto, ciaramella, fisarmonica, chitarra battente e anche la zampogna.

## Gruppi e musicisti
In Sicilia nel Novecento ha avuto un importante ruolo il culto per le tradizioni popolari. A testimoniare ciò ha contribuito la formazione nel corso del secolo di diversi gruppi musicali, tra i primi gruppi di musica folclorica in Italia.
Primo fra questi nel 1929 è stato il gruppo "Canterini Etnei" di Catania.
Poi il Coro delle Egadi nato a Trapani nel 1935 in seno all'Opera Nazionale Dopolavoro. Nello stesso anno nascono i "Canterini Peloritani" di Messina.
Un importante festival folklorico è stato organizzato, tra gli anni '80 e '90, dalla Provincia Regionale di Trapani, in collaborazione con il Coro delle Egadi: la Rassegna Internazionale del Folklore Mediterraneo "Il Mulino d'Argento" (e successivamente "Il Mulino d'Oro").
Rappresentanti della musica folklorica siciliana, oltre alla celebre Rosa Balistreri, sono stati Orazio Strano e Ciccio Busacca, ormai scomparsi. Vi è poi il cantastorie Franco Trincale. Un altro esponente di spicco è Nenè Sciortino, uno dei più importanti rappresentanti della tradizione giurgintana. Rappresentanti più recenti sono i Cantunovu, i Taberna Mylaensis, i Lautari, I Beddi, Etta Scollo, Rita Botto, Alfio Antico, Sara Cappello,  Matilde Politi, La Coppola Nera, i Malarazza 100% Terrone, gli Unavantaluna, Mario Incudine e Oriana Civile.

### Nuovi autori
Insieme a questi rappresentanti della musica folk, diversi emergenti compositori come Corrado Tuccitto, gruppi e musicisti pop hanno inserito nel loro repertorio nuove canzoni in lingua siciliana (Carmen Consoli, Franco Battiato). Altri autori, come i Tinturia o Mario Incudine o la sorella Francesca incudine , cantano esclusivamente in siciliano, mentre il gruppo Milagro Acustico di Bob Salmieri utilizza sia il siciliano che l'arabo nei tre album dedicati alla poesia arabo-sicula e in tutta la loro corposa produzione discografica.

### Utilizzo del siciliano in altri generi musicali
Il Siciliano è stato utilizzato anche in generi musicali diversi da quelli legati al folclore o alla musica pop, come il reggae, con band come gli Shakalab, gli Original Sicilian Style, Saime e ovviamente anche dai sopracitati Tinturia, che hanno usato il siciliano anche nello Ska, come i Cammurrìa, e nel rap, come il rapper messinese Uattorio. Altri lo hanno usato nel metal, come il progetto Inchiuvatu e anche altre band che pubblicano sotto l'etichetta della Inch Production.

### Documenti sonori
- Giampiero Finocchiaro, Inventario di materiali sonori 1986-1987, Quaderni dell'Istituto di Scienze Antropologiche e Geografiche dell'Università di Palermo, n. 2, Palermo 1991.
- Giampiero Finocchiaro, Inventario di materiali sonori 1988, Quaderni dell'Istituto di Scienze Antropologiche e Geografiche dell'Università di Palermo, n. 3, Palermo 1993.
- Folkstudio Palermo-Fonoteca-Documenti originali della tradizione musicale in Sicilia, Nastroteca Assessorato Beni culturali della Regione Siciliana Archiviato il 27 dicembre 2019 in Internet Archive.